# Malcolm Campbell
Sir Malcolm Campbell (Chislehurst, 11 marzo 1885 – Reigate, 31 dicembre 1948) è stato un pilota automobilistico britannico, noto per essere stato più volte detentore del record di velocità su terra e su acqua.

## Primi anni
Figlio unico, di famiglia benestante, suo padre William Campbell era un commerciante di diamanti che lavorava ad Hatton Garden, a Holborn.
Campbell frequentò una scuola primaria vicino a Guildford. Già in quegli anni dimostrò, nonostante la contrarietà del padre, un interesse per la velocità e per tutto ciò che aveva delle ruote. Assieme all'amico Sammy Davis, anch'egli futuro pilota automobilistico, prese in prestito un biciclo, col quale si lanciò giù da una collina, tenendo le mani nelle tasche. Tale bravata fece finire il giovane Malcolm davanti ad un magistrato.
In seguito si trasferirà a Uppingham per frequentare le scuole superiori. Frequentò la Uppingham School, una scuola privata, e tornerà a casa una volta compiuti i diciotto anni.
Lavorò gratuitamente come apprendista alla Lloyd's di Londra ed in seguito sì trasferì in Germania, per imparare il commercio di diamanti. Fu lì che nacque la sua passione per le motociclette, e dove corse le prime gare in moto. Continuando l'attività del padre, accumulò presto una certa fortuna, che iniziò a spendere per seguire la sua passione per la velocità. Durante la prima guerra mondiale servirà prima nel Queen's Own Royal West Kent Regiment e in seguito nella RAF.

## Carriera sportiva

### Inizi

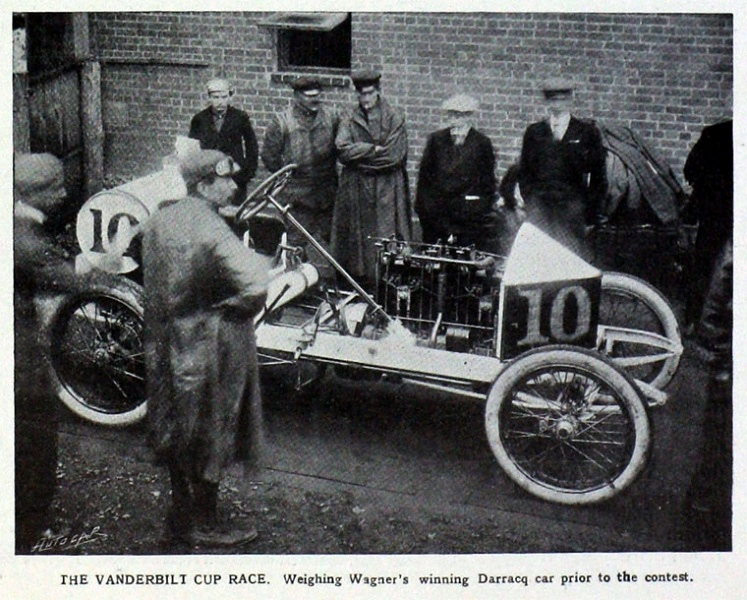
La Darracq vincitrice della Coppa Vanderbilt 1906. La vettura, acquistata da Campbell nel 1910 e inizialmente soprannominata The Flapper III, fu da lui ridipinta in blu e divenne la prima Blue Bird

Nel 1902, Malcolm Campbell acquistò usata la sua prima motocicletta, pagandola 15 sterline. Nel 1906 vinse la corsa Londra-Edimburgo. Conquistò la vittoria anche nel 1907 e nel 1908. 
Nel 1909, effettuò alcuni esperimenti con aeroplani, costruendone due. Con uno di questi riuscì ad effettuare un breve volo, ma lo distrusse all'atterraggio. Campbell si rese conto che, nonostante fosse benestante, l'aviazione era un hobby troppo costoso, e diresse la sua attenzione alle corse automobilistiche.
La sua prima gara la corse già nel 1908 a Brooklands. A bordo di una Renault 30HP, uno dei due esemplari che avevano preso parte alla Parigi-Madrid del 1903, non ottenne un buon risultato. In seguito acquistò una Darracq da 34 CV soprannominata The Flapper. Motorizzata con un motore da 4900 cm³, si trattava di una delle tre vetture costruite dalla casa francese per competere nel Tourist Trophy del 1908. L'esemplare acquistato da Campbell era giunto in terza posizione. La vettura risultò più competitiva della Renault, e a bordo di essa nel 1910 Campbell vinse la sua prima corsa. In seguito acquisto una Peugeot, e una Darracq del 1906 più potente della precedente. Al riguardo Campbell ebbe modo di dire che, se la Peugeot gli aveva portato fortuna, la Darracq "lo aveva portato in ogni tipo di guai".
Nel 1910 acquistò un'altra Darracq. La vettura, che aveva vinto la Coppa Vanderbilt del 1906, era dotata di un motore da 10500 cm³ che erogava 60 hp. Inizialmente soprannominata The Flapper III, in seguito fu ridipinta di blu e divenne la prima Blue Bird.
Durante gli anni dieci e venti, Campbell corse anche nei Gran Premi, specialmente sul circuito di Brooklands, di cui nel frattempo era diventato uno degli azionisti.
Nel 1912, proprio a Brooklands, ebbe il suo primo incidente: durante la corsa, la sua vettura perse simultaneamente una ruota anteriore e una posteriore, ma riuscì a mantenere il controllo, riportando indenne la vettura sul ciglio della pista.
Nel 1913 otterrà la vittoria alla 100 miglia di Brooklands, davanti all'italiano Giulio Foresti.

### Il nomeBlue Bird
Nel 1912, Malcolm Campbell assistette all'opera teatrale L'uccellino azzurro, che nel Regno Unito venne rappresentata col titolo The Blue Bird. La storia narrata era quella di un fratello e di una sorella che cercavano L'uccello azzurro della felicità (in inglese The Blue Bird of Happiness). Campbell rimase molto colpito dalla rappresentazione, tanto da dipingere la propria Darracq di blu, soprannominandola Blue Bird. Con questa vettura conquisterà la vittoria a Brooklands. Da quel giorno, considerando il blu come il suo colore portafortuna, il pilota britannico dipingerà di tale colore tutte le sue auto e imbarcazioni, soprannominandole Blue Bird; tra l'altro questa usanza verrà ripresa anche da suo figlio Donald. Infine, anche la figlia di quest'ultimo e nipote di Malcolm, Gina Campbell, usò anch'essa il colore blu e il nome Blue Bird per il suo catamarano da record.

### Gli anni venti e trenta

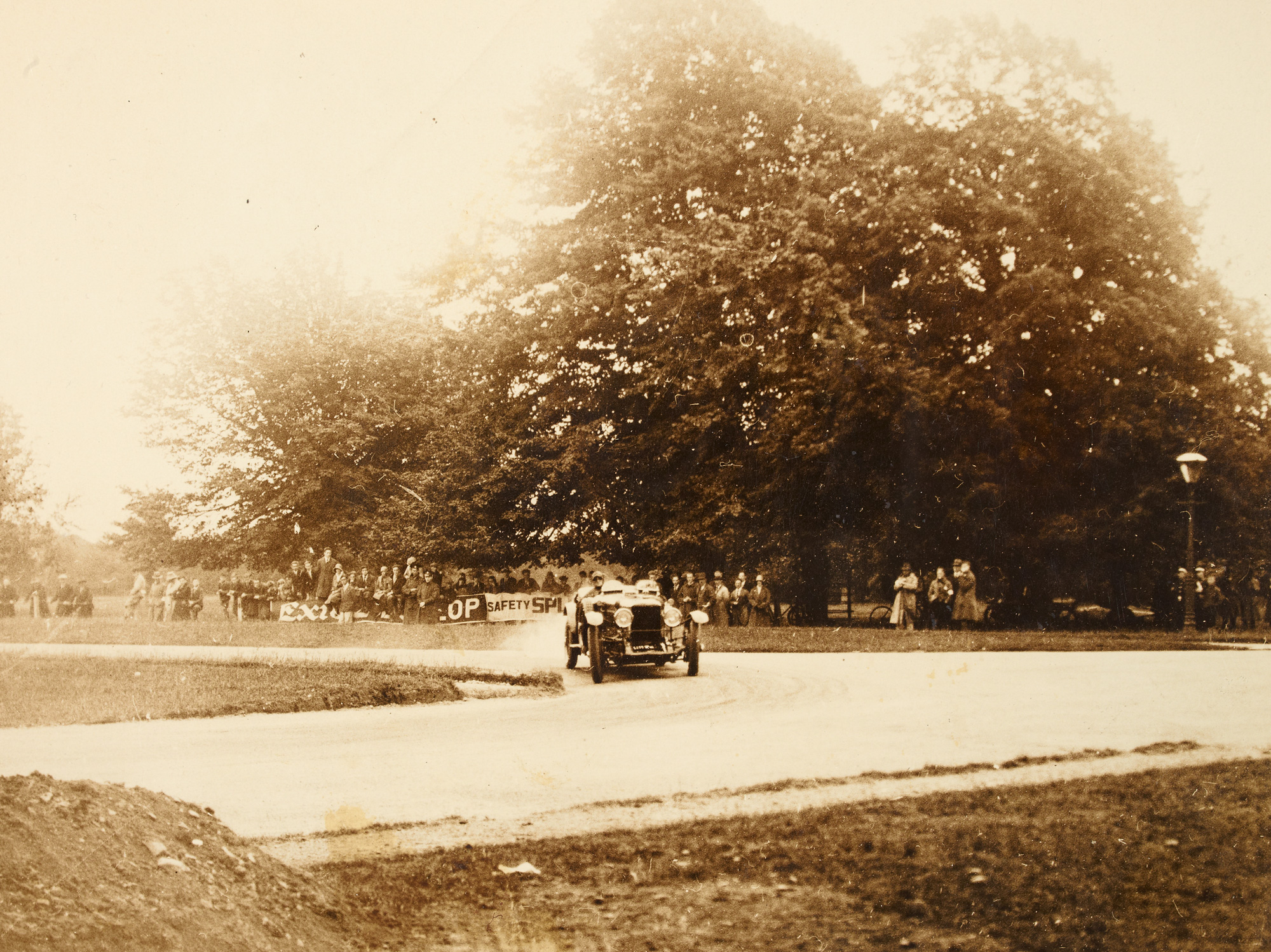
Malcolm Campbell alla guida di una Sunbeam al Phoenix Park, durante le prove del Irish International Grand Prix del 1929. In gara Campbell fu poi costretto al ritiro

Nell'agosto 1926 parteciperà al primo Gran Premio di Gran Bretagna, corso a Brooklands
Nel 1927 otterrà il secondo posto alla 150 miglia di Brooklands su Bugatti.
Negli anni a venire, alla guida di varie Bugatti, di una Talbot Darracq 700 e di una Delage (appartenuta a Robert Benoist), il pilota britannico conquistò numerose vittorie in varie classi. Il 21 luglio del 1928 vinse la 200 miglia di Brooklands, a una media di 78,34 mph (126,05 km/h). 
Alla guida di una Bugatti T39A, vinse per due volte, nel 1927 e nel 1928, il Gran Premio di Boulogne.
Nel 1930, assieme a Howe, su Bugatti T43 giunse ventitreesimo alla 2x12 h di Brooklands. Nello stesso anno ottenne il quinto posto all'Irish GP, corso a Phoenix Park, su Mercedes-Benz SSK e il decimo posto al Tourist Trophy, su Mercedes-Benz SS.
Nel 1931 otterrà il nono posto all'Irish GP su Riley Brooklands 9.
Durante questi anni, si confronterà spesso sul circuito inglese con J. G. Parry-Thomas e Henry Segrave, che in seguito saranno suoi avversari anche nella conquista del record di velocità.  In seguito, Campbell disegnerà un proprio circuito automobilistico, che venne costruito vicino a quello di Brooklands. Aperto il 1º maggio del 1937, resterà in attività fino allo scoppio della seconda guerra mondiale.

## I record di velocità su terra

### La Sunbeam 350 HP

#### Primi tentativi

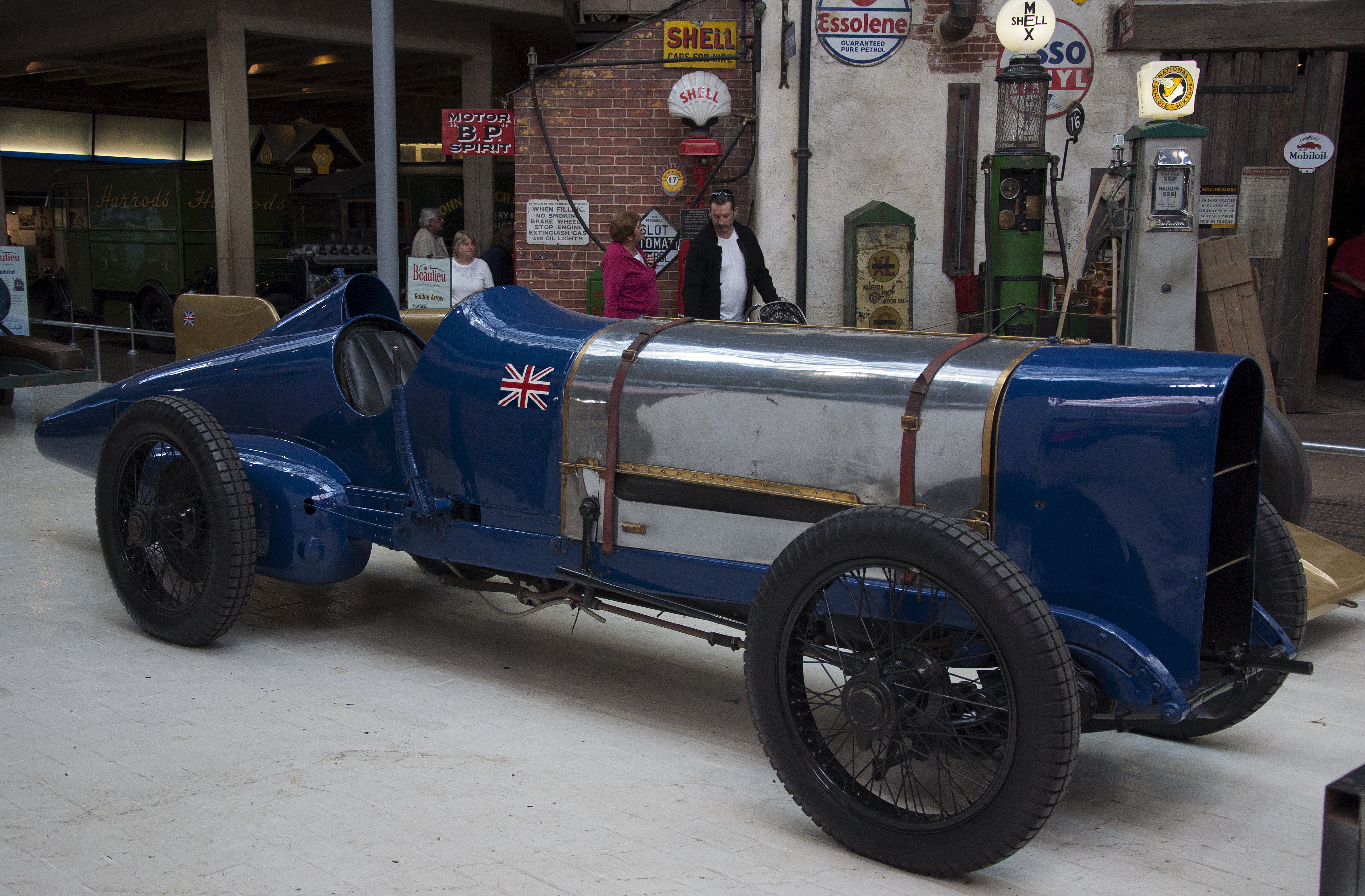
La Sunbeam 350 HP, nella versione definitiva a coda lunga, conservata al National Motor Museum di Beaulieu

Nel 1922, Malcolm Campbell provò ad acquistare la Sunbeam 350 HP, con cui Kenelm Lee Guinness aveva segnato il record di velocità nello stesso anno. Ma Louis Coatalen, il progettista della vettura, si rifiutò di venderla. Campbell non si diede per vinto, e riuscì a farsi dare in prestito la vettura per il meeting annuale organizzato dall'Automobile Club dello Yorkshire, che si sarebbe tenuto in giugno a Saltburn-by-the-Sea. In quell'occasione raggiunse le 138 mph, 5 mph sopra il record di Kenelm Lee Guinness. Purtroppo, i giudici non omologarono il record.
Alla fine Campbell riuscì a convincere Coatalen a vendergli la Sunbeam 350 HP e, nel 1923, riprovò a conquistare il record. L'occasione fu il meeting annuale dell'Automobile Club di Danimarca, che si teneva sull'isola di Fanø. Il pilota britannico fece riverniciare la vettura in blu, e la rinominò Blue Bird.
Anche in questo caso segnò nuovamente un record, raggiungendo le 146 mph (234,91 km/h), ma anche in questa occasione non ci fu l'omologazione.

#### Il fallimento di Fanø e i primi record

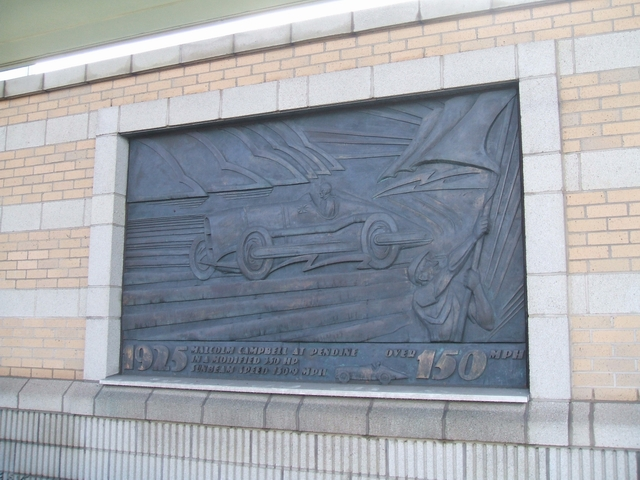
Targa commemorativa del record del 1925, opera dello scultore Steve Field, posizionata a Wolverhampton

Il pilota britannico tornò a Fanø nel 1924, per provare nuovamente a conquistare il record di velocità. Le condizioni non erano ottimali, e Campbell ebbe modo di criticare sia le scarse condizioni della sabbia, sia lo scarso controllo delle autorità sulla folla di spettatori che si era radunata. Durante la prima corsa, in piena velocità la vettura perse una delle ruote posteriori, che sfiorò di poco alcune persone; egli andò allora dalla direzione gara, protestando e declinando ogni responsabilità da quello che sarebbe potuto succedere. Durante la seconda corsa, a oltre 140 mph, la Sunbeam perse una ruota anteriore, che andò a colpire la folla uccidendo un ragazzino. Nonostante la tragedia, Campbell non desistette e spese molto denaro per migliorare la Sunbeam 350 HP. La nuova configurazione aerodinamica, con l'allungamento notevole della parte posteriore della vettura, fu commissionato alla Boulton & Paul.
Il luogo scelto per il nuovo tentativo fu la spiaggia di Pendine Sands. Il 25 settembre, Malcolm Campbell segnò la media di 146,16 mph (235,17 km/h), conquistando ufficialmente il suo primo record di velocità.
Subito dopo il record mise l'auto in vendita per 1 500 sterline; avendo appurato che il suo rivale nelle corse, Parry-Thomas, stava anch'egli cercando di battere il record con la sua Babs, il pilota britannico decise però di tenere la vettura e provare a migliorare il suo stesso record. Nel luglio del 1925 tornò sulla stessa spiaggia, e con una media di 150,8 mph, segnò un nuovo record. Quest'ultimo primato rimase imbattuto per 10 mesi, fino al 21 marzo del 1926, quando Henry Segrave lo batté a bordo della Sunbeam Ladybird.

### I Blue Bird II e III

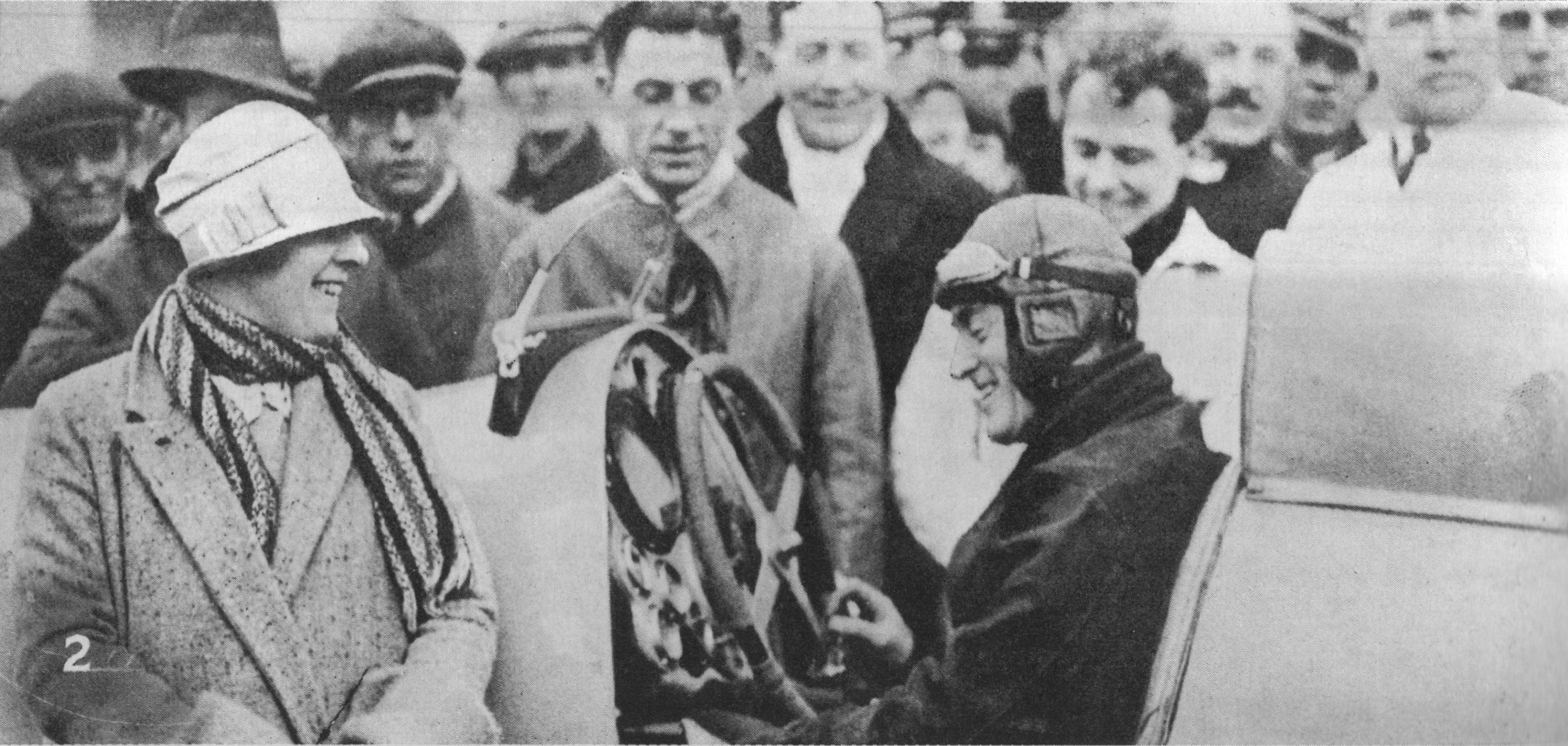
Malcolm Campbell ai comandi del Blue Bird II durante i primi test a Pendine Sands, gennaio 1927. Sulla sinistra la sua seconda moglie, Dorothy Evelyn Whittall

Dopo il record di Segrave, Campbell, iniziò la costruzione del Napier-Campbell Blue Bird, soprannominato Blue Bird II, che divenne così la prima vettura progettata appositamente per battere il record di velocità.
Il 27 aprile 1926, Parry-Thomas batté il record di Segrave, portando la sua Babs a 169,3 mph (272,4 km/h) e ritoccando il record già il giorno successivo, sempre a Pendine Sands, segnando la media di 171,01 mph (273,6 km/h).
In quel momento, la nuova vettura di Campbell era ancora incompleta. Il Blue Bird II, come venne presto ribattezzato, montava un motore aeronautico Napier Lion in grado di sviluppare 502 CV. Nel gennaio del 1927, il pilota britannico eseguì un primo test a Pendine Sands, ma il Bluebird II evidenziò diversi problemi. Il 4 febbraio dello stesso anno, sempre a Pendine Sands, fece un nuovo tentativo, e segnò il nuovo record a 174,88 mph (281,44 km/h).
Parry-Thomas, vistosi superato, decise di provare a riprendersi il primato, ma rimase ucciso nel tentativo. Sconvolto per la perdita di un amico, prima che di un rivale, Campbell decise di non correre più a Pendine Sands, luogo della morte dell'avversario. Il 29 marzo, a Daytona Beach, Segrave segnò il nuovo record, portando la sua Sunbeam 1000 HP a 203,79 mph (327,9 km/h).
Campbell aveva perduto il record assoluto, ma continuava a detenere quello britannico, in quanto Segrave aveva ottenuto il suo negli Stati Uniti. Nello stesso anno ci fu il tentativo da parte del pilota italiano Giulio Foresti, con cui Campbell si era già battuto a Brooklands anni prima, di conquistare tale record. La vettura era la Djelmo, costruita inizialmente per battere il record assoluto, di potenza simile al Blue Bird II (450 CV.) ma di peso molto inferiore (910 kg contro i 3 000 dell'auto di Campbell). Il tentativo non andò a buon fine e, se Foresti riportò solo lievi ferite, la vettura che si cappottò ad oltre 240 km/h rimase completamente distrutta.
Campbell era comunque intenzionato a riprendersi il record assoluto, e decise così di modificare radicalmente la sua vettura; riuscì a persuadere il Ministro dell'Aeronautica, che gli permise di usare il motore del Supermarine S.5, idrocorsa vincitore della coppa Coppa Schneider. Questo propulsore, un W12 da 23,948 cm³, erogava 875 CV. Per migliorare il raffreddamento, la vettura fu dotata di due grossi radiatori ai lati della coda. 
Furono eseguiti diversi test nella nuova galleria del vento della Vickers, per studiare una configurazione aerodinamica in grado di migliorare la velocità delle vettura, che prese il soprannome di Blue Bird III.
Nel febbraio del 1928, al 26º meeting annuale a Daytona Beach, erano presenti tre vetture da record, il Blue Bird III di Malcolm Campbell, il White Triplex Special di Ray Keech e lo Stutz Black Hawk Special di Frank Lockhart. Il 19 febbraio, Campbell fece segnare il nuovo record, registrando una media di 206,95 mph (333,05 km/h). Il record resistette fino al 22 aprile, quando, sempre a Daytona Beach, Ray Keech lo batté, con una media di 207,55 mph (334,95 km/h). Il 25 aprile, fu la volta di Frank Lockhart. Nella prima corsa, portò il suo Stutz Black Hawk Special a 203,45 mph (327,40 km/h), di poco sotto il record di Keech. Durante la seconda corsa, mentre viaggiava a velocità elevata, uno pneumatico esplose. La vettura si ribaltò più volte, uccidendo il pilota.

### Il Campbell-Napier-Arrol Aster Blue Bird

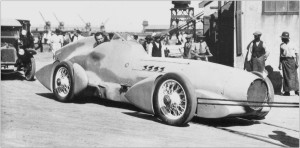
Il Campbell-Napier-Arrol Aster Blue Bird a Città del Capo, 1929

Rispetto al precedente Blue Bird III, di cui manteneva il motore, questa vettura usufruiva di un'aerodinamica completamente rinnovata. La nuova carrozzeria venne progettata e realizzata dalla Arrol-Aster di Dumfries. Da qui il nome di Campbell-Napier-Arrol Aster Blue Bird.
Campbell, nel frattempo, cercò un luogo dove tentare il record che non fosse una spiaggia, e puntò all'Africa. Effettuò diverse ricognizioni aeree per trovare un sito adatto. Il primo che individuò si trovava a 600 miglia da Timbuctù, ma era praticamente inaccessibile. Alla fine individuò la salina di Verneukpan, in Sudafrica, a sole 450 miglia (720 km) da Città del Capo. 
Assieme alla sua vettura, giunse a Città del Capo nel febbraio 1929. Il viaggio non iniziò sotto i migliori auspici, difatti appena una settimana dopo l'arrivo, durante un volo Campbell si schiantò col proprio aereo contro un albero nei pressi di Calvinia.
La preparazione della piana si rivelò un compito arduo, così come le iniziali condizioni di vita, con la temperatura che raggiungeva i 42 °C all'ombra e scorpioni e bitis che frequentemente entravano nelle tende.

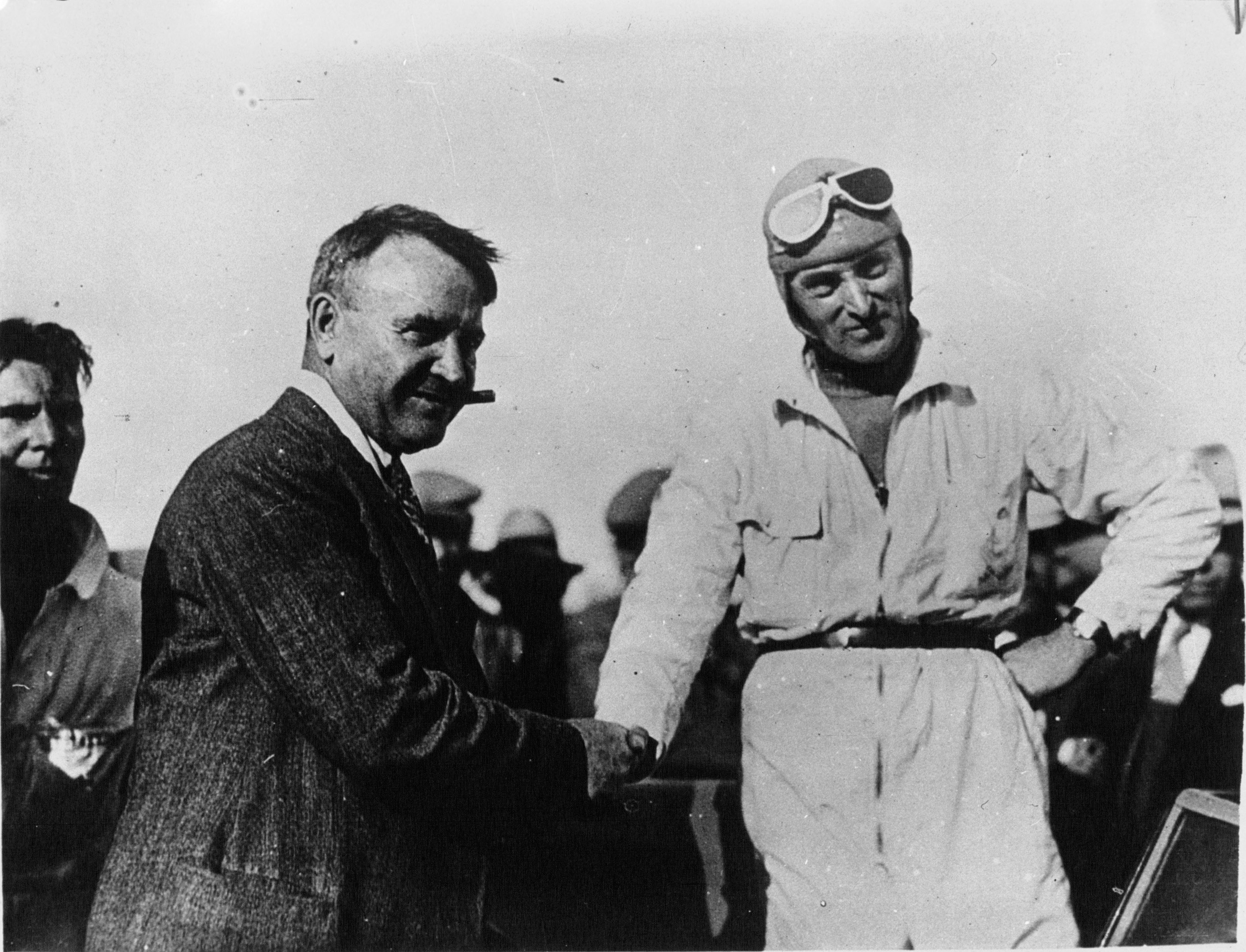
Campbell assieme a Barney Oldfield, 1932

Il campo fu comunque allestito in grande stile, oltre all'acqua non mancavano ne tè ne conserve di frutta, fu portato pure un grammofono. Campbell e la sua squadra avevano sottovalutato la pericolosità della piana. La pista, a partire da una cresta rocciosa, si allungava per 16 miglia fin nel cuore della salina, da ovest a est. I turbini di polvere erano frequenti, così come i miraggi, che evocavano figure spettrali. Il luogo era poi ricco di pietre affilate, che furono accuratamente rimosse ma i cui buchi lasciati nel terreno non furono chiusi. 
Il tentativo di record fu rimandato più volte. L'11 marzo, giorno del suo 44-esimo compleanno Campbell apprese del nuovo record segnato da Segrave, che con la KLG Golden Arrow aveva registrato una media di 231,36 mph (372,34 km/h).
Le condizioni erano tali che, stando alla moglie di Campbell, una presa del volante incerta o una leggera sterzata sarebbero stati sufficienti a far andare il pilota britannico incontro alla morte.
Alla fine, complici anche l'altitudine e le condizioni climatiche, non favorevoli al motore, Campbell non riuscì ad andare oltre le 218,45 mph (351,56 km/h). Il record era quello per cui la vettura era stata progettata, ma fu raggiunto sei settimane troppo tardi. Nonostante l'impossibilità di conquistare il record assoluto, Campbell non si diede per vinto e tentò il record sulla distanza. Con un solo set di gomme sinistre, ottenne il record sui 5 km con una velocità di 202 mph (325,08 km/h). In seguito, segnò nuovamente il record sui 5 km, a 211 mph (339,57 km/h), e sulle 5 miglia, a 212 mph (341,18 km/h).

### Il Campbell-Napier-Railton Blue Bird

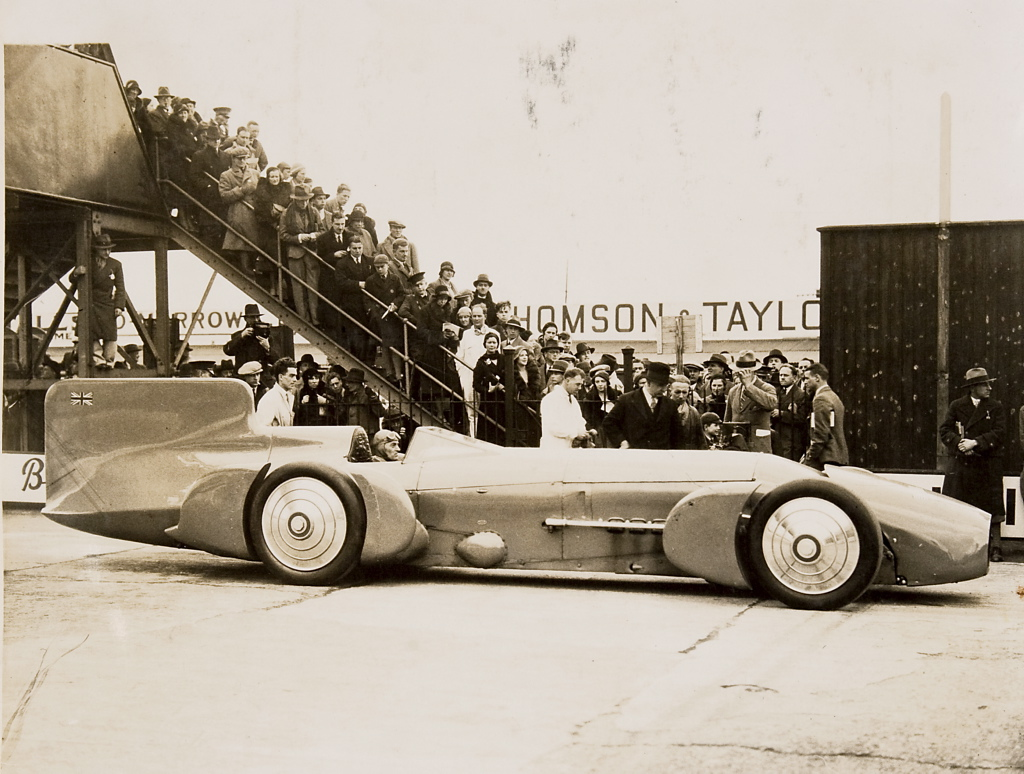
Il Campbell-Napier-Railton Blue Bird, 1930

Dopo il fallito tentativo del 1929, Campbell era ancora intenzionato a riprendersi il record. Il Campbell-Napier-Arrol Aster Blue Bird fu riportato in Gran Bretagna, dove fu sottoposto a profonde modifiche. Lo studio della nuova aerodinamica fu affidato al designer Reid Railton. Il nuovo motore, un Napier Lion sovralimentato, erogava 1 450 CV. La nuova vettura prese il nome di Campbell-Napier-Railton Blue Bird.
Il 5 febbraio 1931, a Daytona Beach, Campbell riconquistò il record segnando una media di 246,09 mph (395,96 km/h).
Ritornato nel Regno Unito, verrà nominato baronetto da re Giorgio V.
Meno di due mesi dopo, il 29 marzo, lo migliorò ulteriormente, portando la sua vettura a 253,97 mph (408,64 km/h), diventando il primo a superare la soglia dei 400 km/h su terra.

### Il Campbell-Railton Blue Bird
Dopo il record del 1931, Campbell decise di migliorare le prestazioni della sua vettura. Il Campbell-Railton Blue Bird venne completamente ricostruito, lasciando inalterato solo una parte del telaio. Fu dotato di un nuovo motore, il Rolls-Royce R che equipaggiava il Supermarine S.6B. Questo propulsore, un V12 sovralimentato, aveva una potenza stimata tra i 2 300 e i 2 500 CV. La vettura fu rinominata in Campbell-Railton Blue Bird. 

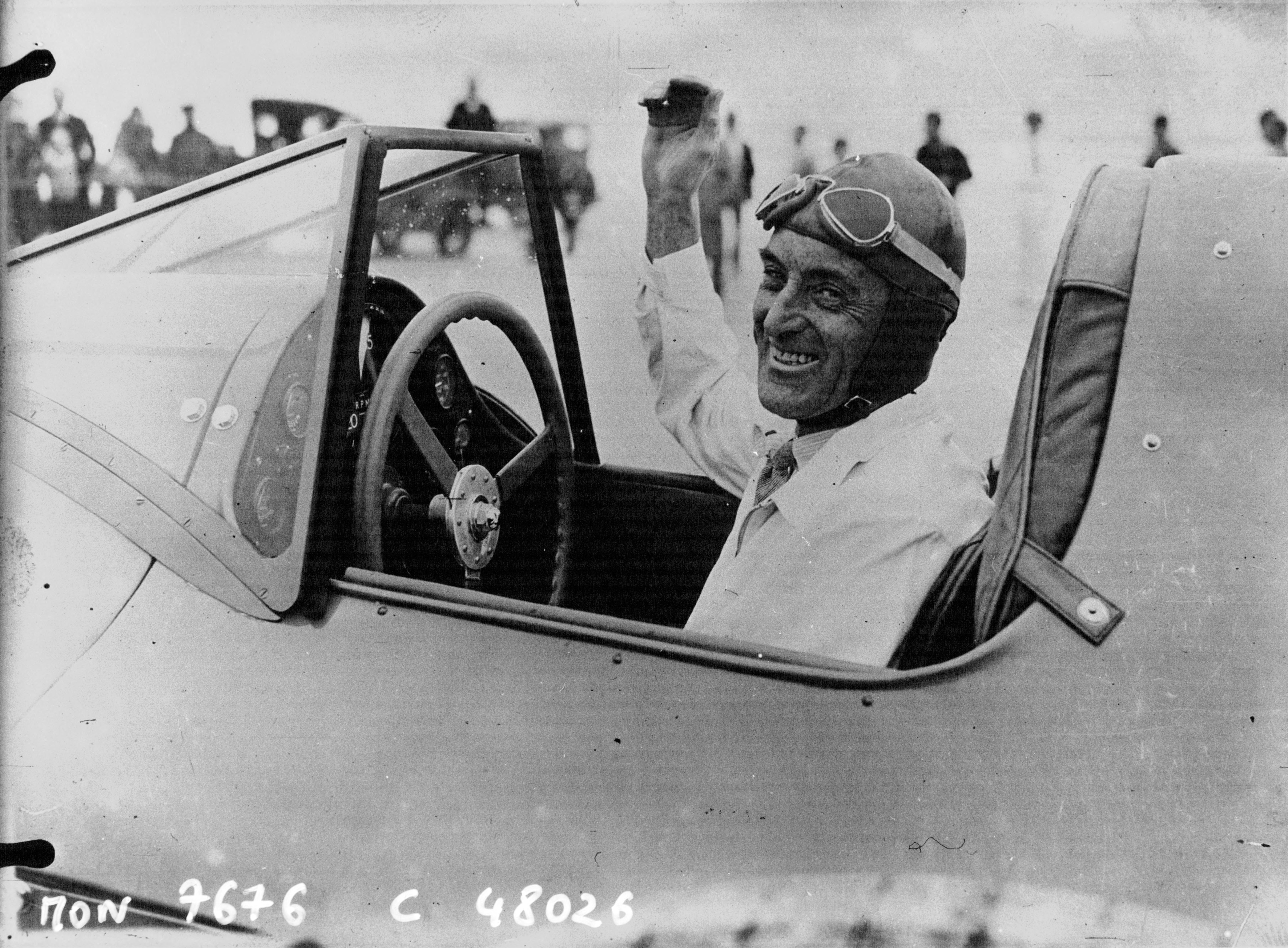
Campbell a bordo del Campbell-Railton Blue Bird a Daytona Beach, 1933

Campbell effettuò il primo tentativo il 22 febbraio 1933, a Daytona Beach. In quest'occasione, la vettura evidenziò problemi di trazione, con uno slittamento eccessivo degli pneumatici; nonostante questo segnò il nuovo record, con una media di 272,46 mph (438,39 km/h).
In seguito, Campbell dedicò quasi due anni al miglioramento della vettura e furono modificati telaio, sospensioni e carrozzeria. Il 7 marzo 1935 era pronto per un nuovo tentativo e a Daytona Beach segnò un nuovo record, alla velocità di 276,82 mph (445,40 km/h).
Campbell non era ancora soddisfatto, convinto che la sua vettura potesse andare ben oltre, identificando a suo parere la causa nella stessa spiaggia di Daytona Beach, la cui sabbia non garantiva più sufficiente trazione.
Il luogo scelto per l'ultimo tentativo fu la piana di Bonneville, in Utah. Il pilota britannico, insieme all'allora quattordicenne figlio Donald, partì per gli Stati Uniti.
Il 3 settembre 1935 Campbell spinse il Campbell-Railton Blue Bird fino a 301,13 mph (484,52 km/h), diventando il primo uomo a superare le 300 mph su terra. Con quest'ultimo risultato, portò a nove il numero dei record di velocità da lui stabiliti.

## I record di velocità su acqua

### Il Blue Bird K3

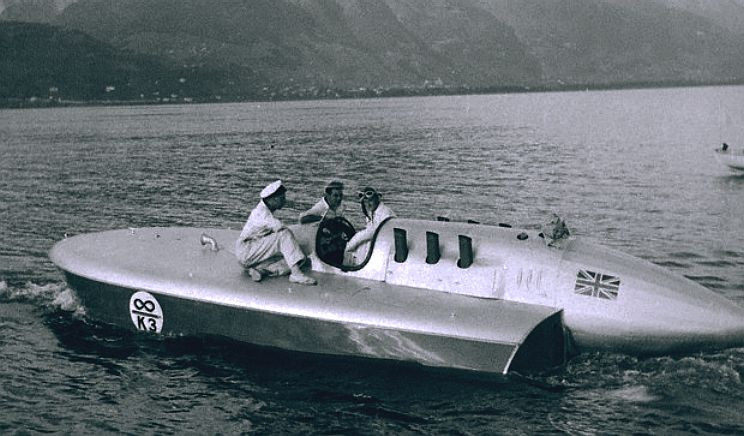
Campbell e il Blue Bird K3, Lago Maggiore, 1937

Dopo il record di Bonneville, nel 1935, Campbell decise di ritirarsi dai record su terra spostando la sua attenzione verso il record di velocità su acqua, a quel tempo detenuto dall'americano Gar Wood. Decise quindi di rivolgersi alla Saunder-Roe, ed in particolare a Fred Cooper, che aveva già disegnato il Miss England I e il Miss England II; il risultato fu il Blue Bird K3, un piccolo idroplano spinto da un singolo motore, lo stesso Rolls Royce R da 2 500 CV che equipaggiava il Campbell-Railton Blue Bird.
Sebbene la potenza fosse di molto inferiore ai 7 200 CV del Miss America X di Wood, il Blue Bird K3 era molto più leggero, tanto che lo stesso Wood lo definì una barchetta di carta.
Nel giugno 1937, Campbell fece il primo tentativo a Loch Lomond, in Scozia: durante la prima corsa, raggiunte le 70 mph (112,63 km/h) ma l'imbarcazione iniziò a slittare letteralmente sull'acqua. Durante la seconda corsa venne invece sbalzato fuori dal Blue Bird K3, che si ribaltò; Campbell attribuì il problema al cavo di trasmissione troppo lento, al timone troppo piccolo e al fatto che l'acqua del lago fosse agitata. Un fattore che non prese in considerazione fu l'eccessiva leggerezza dell'imbarcazione, problema sollevato anche da Wood, che affermò che la barca britannica poteva andare bene sul dritto, ma alla prima svolta veloce si sarebbe ribaltata.
Il 1º settembre 1937, sul Lago Maggiore, Campbell stabilì il nuovo record di velocità, con una media di 126,33 mph (203,31 km/h) e il giorno seguente lo migliorò, segnando una velocità di 129,5 mph (208,37 km/h).
Un anno più tardi, il 17 agosto 1938, sul Lago di Hallwil, migliorò ulteriormente il suo primato, facendo segnare le 130,86 mph (210,55 km/h).

### Il Blue Bird K4

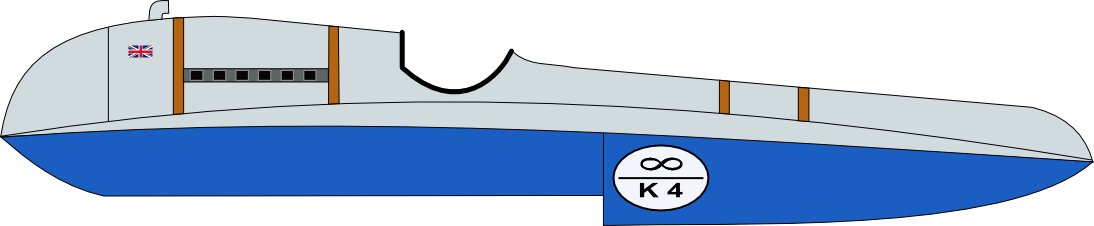
Disegno del Blue Bird K4

Resosi conto dei limiti del Blue Bird K3, Campbell decise di realizzare una nuova imbarcazione. Il Blue Bird K4 era un idroplano a tre punti, chiamato così perché in velocità lo scafo toccava la superficie dell'acqua in soli tre punti; questa configurazione permetteva di raggiungere alte velocità, ma era anche molto instabile.
Il 19 agosto 1939, sul Coniston Water, Campbell segnò il nuovo record, alla media di 141,74 mph (228,06 km/h).
Fu questo il tredicesimo e ultimo record di velocità fatto segnare da Malcolm Campbell.
Nel 1945, dopo la fine della seconda guerra mondiale, modificò la cellula del Blue Bird K4 per permettere l'installazione di uno dei nuovi motori a reazione, un de Havilland Goblin. La nuova imbarcazione, soprannominata per la sua forma The Coniston Slipper (La ciabatta di Coniston), non si rivelò competitiva e Campbell decise di ritirarsi dai record di velocità.

## Altre attività

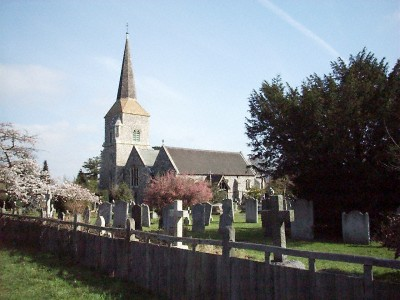
Il cimitero della Chiesa di San Nicola a Chislehurst, luogo di sepoltura di Malcolm Campbell

Oltre alle corse automobilistiche e ai tentativi di record, Malcolm Campbell fu attivo su diversi fronti. Fu vicepresidente del Middlesex County Automobile Club, e nel 1937 diventò il primo presidente della Sutton Model Engineering Company e lo rimase fino alla sua morte.
Fu attivo anche come scrittore: nel 1931, pubblica il suo primo libro, dal titolo My Great Adventure Speed. Nel 1936 pubblica il secondo, The Romance of Motor racing. Gli ultimi libri, datati 1937, sono The Peril from the Air, The Road and the Problem of Their Safety e My Thirty Years of Speed.

## Ultimi anni
Durante la seconda guerra mondiale, Campbell servì nel Combined Operations Headquarters, un dipartimento del War Office.
Nel 1946 vendette la sua casa di Headly Groove al Maharaja di Baroda Pratap Singh Gaekwad, trasferendosi alla periferia di Reigate dove acquistò Little Gatton House, la casa dello scrittore Sax Rohmer. Malcolm Campbell morirà a casa sua il 31 dicembre del 1948, a seguito di una serie di ictus. È sepolto nel cimitero della Chiesa di San Nicola, nella natia Chislehurst.

## Vita privata
Malcolm Campbell si sposò la prima volta nel luglio del 1913, divorziando due anni dopo. Nel marzo del 1920 si risposò con Dorothy "Dolly" Evelyn Whittall, nella cattedrale di Westminster. Nel 1921, dalla loro unione nacque Donald, che seguirà le orme del padre conquistando anch'egli numerosi record di velocità. Donald perderà la vita nel 1967 tentando di conquistare il record assoluto di velocità sull'acqua. Nel 1923 la coppia ebbe anche una figlia, Jean. I due divorziarono nel 1940. In seguito, nel 1945, Campbell si risposò con Betty Nicory; i due si separarono dopo solo tre mesi, e divorziarono dopo due anni.

## Eredità e riconoscimenti

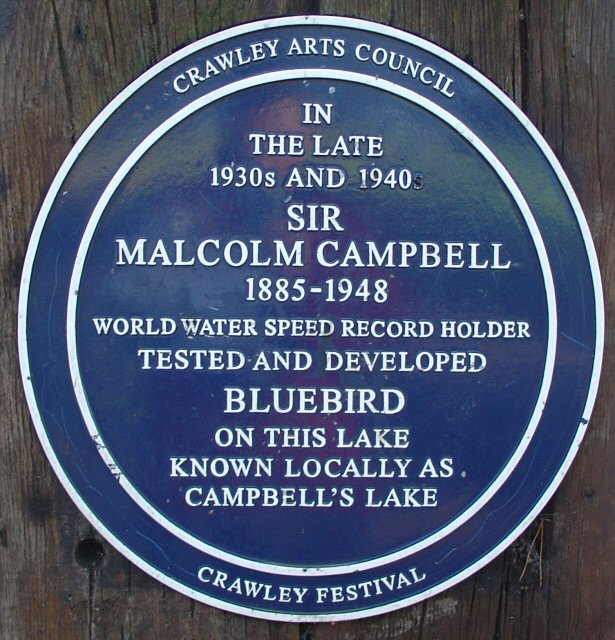
Una Blue Plaque posta al Lago Tilgate, dove Campbell testò la propria imbarcazione da record

Fu insignito due volte del Segrave Trophy, nel 1933 e nel 1939, premio istituito in memoria di Henry Segrave, tra i maggiori rivali di Campbell nei record di velocità. Il premio è assegnato annualmente al cittadino britannico che dà la miglior dimostrazione delle possibilità del trasporto via terra, mare o aria.
Nel 1990 viene inserito nella International Motorsports Hall of Fame.
Nel 1994 viene inserito nella Motorsports Hall of Fame of America.
L'English Heritage ha posizionato delle targhe (Blue Plaque) in memoria di Malcolm Campbell e del figlio Donald. Una è posizionata alla Canbury School ed una a Kingston upon Thames, dove Malcolm Campbell visse tra il 1919 e il 1922 e dove nacque il figlio Donald.

## Opere

### Autore
- Malcolm Campbell, My Great Adventure Speed, 1931.
- Malcolm Campbell, The Romance of Motor Racing, 1936.
- Malcolm Campbell, The Peril from the Air, 1937.
- Malcolm Campbell, The Road and the Problem of Their Safety, 1937.
- Malcolm Campbell, My Thirty Years of Speed, Hutchinson & Company, Limited, 1937.

### Curatore
- Ronald Samuel Lyons, Sir Malcolm Campbell's book of famous motorists, a cura di Malcolm Campbell, Blackie & son limited, 1937.